# Juan el Exarca
Juan el Exarca (Primer Imperio búlgaro, 850-930) fue un intelectual, escritor y traductor búlgaro medieval, uno de los más destacados hombres de letras que trabajaron en la llamada Escuela literaria de Preslav. Forma parte de una segunda generación de escritores búlgaros, que no fueron discípulos directos de Cirilo y Metodio. Hay pocos datos acerca de su vida, aunque su obra literaria revela que tenía un excelente conocimiento de la lengua griega. En general, suele aceptarse que se educó en el Imperio bizantino. El título de "Exarca", con el que aparece siempre citado, se ha interpretado de distintas formas: para algunos, se trataría del primer arzobispo de Bulgaria; otros piensan, en cambio, que tal vez fuese superior de algún monasterio.
Tradujo al búlgaro a varios autores bizantinos. Durante el reinado de Vladimir (889-893), tradujo parte del libro Sobre la fe ortodoxa, de Juan Damasceno (cuarenta y ocho libros de los cien que forman la tercera parte de la obra). Su traducción, conocida como Los Cielos (Nebesa), es el primer libro de las literaturas eslavas que trata temas de ciencias naturales. Contiene información sobre la forma de la Tierra, la Luna, los eclipses, los planetas y las estrellas, así como nociones de anatomía humana y de psicología.
Su obra más importante, sin embargo, es Шестоднев (Shestodnev). El título, en griego Hexamerón, hace referencia a la creación del mundo en seis días, según el relato del Génesis. Para la creación de esta obra, utilizó material procedente del libro del mismo título de Basilio el Grande (330-379), junto con otras de 
Juan Crisóstomo (347-407)
Severiano de Gabala (370-408),
Teodoreto de Ciro (393-458),
que amplió con sus propias opiniones. Puede considerarse una auténtica enciclopedia medieval, que incluye información sobre las más variadas disciplinas. Suministra muchos datos acerca del Primer Imperio Búlgaro durante la época de Simeón I, sobre la ciudad de Preslav, el palacio real y la vida cotidiana en la época.
Se le atribuyen también varios sermones, entre ellos un Panegírico de la Ascensión.